# Rathaus Heppenheim

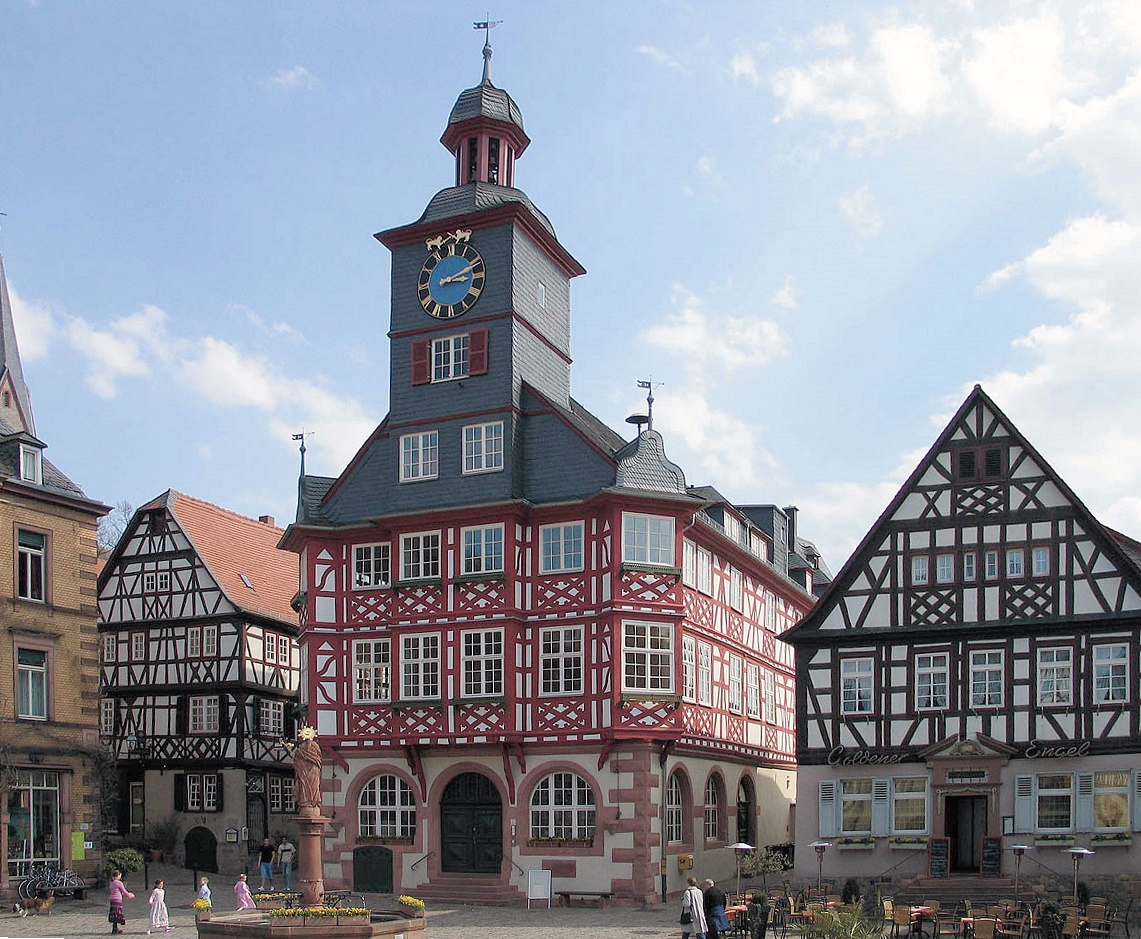
Rathaus Heppenheim

Das Rathaus Heppenheim ist ein denkmalgeschütztes Bauwerk in der Kreisstadt Heppenheim im Kreis Bergstraße in Hessen.

## Beschreibung
Der Vorgängerbau von 1551 wurde 1693 im Pfälzischen Erbfolgekrieg bis auf das massive Erdgeschoss mit seiner Halle, deren Decke von Säulen getragen wird, zerstört. 1705/06 wurde das Erdgeschoss des Rathauses mit zwei Geschossen aus Holzfachwerk aufgestockt. Die Fassade zum Großen Markt hat an den Ecken schräg gestellte Erker. In der Mitte erhebt sich ein schiefergedeckter Dachturm, dessen oberstes seiner drei Geschosse das Zifferblatt der Turmuhr enthält. Die ursprünglich mit Schiefer bedeckten Fachwerkgeschosse wurden 1910 unter der Leitung von Heinrich Metzendorf von ihrer Wandverkleidung befreit. Nach einem Brand im Jahr 1958 wurde ein Glockenspiel installiert und eine durch alle Stockwerke führende geschwungene hölzerne Treppe eingefügt.